# Graphania captiosa
Graphania captiosa là một loài bướm đêm trong họ Noctuidae.